# Candidatus Sukunaarchaeum mirabile
Candidatus Sukunaarchaeum mirabile ist der provisorische Name (Candidatus) eines Archaeons, eines einzelligen Mikroorganismus, der bislang nur durch sein Erbgut bekannt ist. Es parasitiert den Dinoflagellaten Citharistes regius. Somit ist Sukunaarchaeum mirabile der erste bekannte Parasit unter den Archaeen, und praktisch alle seine 189 proteincodierende Gene sind in die Replikation des Parasiten involviert. Somit besitzt das Archaeon viele Eigenschaften von Viren, die keinerlei Gene für einen eigenen Stoffwechsel besitzen. Im Gegensatz zu Viren besitzt das Archaeon jedoch Gene, um mittels eigener Enzyme das eigene Erbgut zu replizieren.
Gefunden wurde der Organismus bei der Suche nach symbiotisch lebenden Cyanobakterien, und das Erbgut von Sukunaarchaeum mirabile ist lediglich 238.000 Basenpaare lang – nur halb so groß wie das kleinste bislang bekannte Archaeen-Genom. Das Lebewesen wurde aufgrund von Gensequenzen, die für Archaeen typisch sind, als solches eingeordnet.